# Пальмірський цукровий завод
Пальмірський цукровий завод — знаходився у с.Вознесенське Золотоніського району Черкаської області. Нині мертвий. 
Будівництво заводу,  з проектною потужністю 3000 тонн переробки буряків на добу, було розпочато у 1965 р. відповідно до Постанови Ради Міністрів УРСР від 12.02.1963 р. за проектом "Укрдіпроцукру"  на базі комплектного імпортного обладнання поставки фірми "ЦЕКОП" Польської Народної Республіки.
Перший цукор був отриманий у жовтні 1970 року, а через три роки, як і передбачалося, завод освоїв проектну потужність. З 1975 р. на підприємстві, після виконання комплексу робіт зі створення технологічної схеми переробки тростинного цукру- сирцю  було перероблено 38 тисяч тонн і така переробка здійснюється у наступних роках.
У 1976-1980 рр. проведено реконструкцію заводу з подвоєнням його потужності з 3 до 6 тисяч тонн переробки буряків на добу із застосуванням схеми виведення сиропу на зберігання з наступним його поверненням у виробництво, після завершення бурякового сезону. Реконструкція заводу була викликана необхідністю збільшення виробничих потужностей цукрової промисловості у Черкаській області у зв'язку з розширенням зони бурякосіяння та для зменшення втрат цукру за рахунок скорочення термінів зберігання і переробки цукрових буряків.
Зараз входить до складу групи компаній "Укррос" - вертикально-інтегрованого агропромислового холдингу, одного з лідерів ринку цукру в Україні. Основним напрямом діяльності компанії є виробництво і продаж цукру. 
Виробничі потужності компанії дозволяють виробляти цукор як для промислового, так і для приватного споживання.
ВАТ "Пальмірський цукровий завод" переробляє власний цукровий буряк. Модернізація заводу дозволила підвищити якість продукції, що випускається, понизити споживання природного газу, підвищити вихід цукру. Завод сертифікований і відповідає міжнародній системі якості ISO 9001:2000.

## Галузі
- Виробництво цукру
- Постачання пари та гарячої води
- Оптова торгівля продуктами харчування, напоями та тютюновими виробами